# Drymonia dodonaea
The Marbled Brown (Drymonia dodonaea) là một loài bướm đêm thuộc họ Notodontidae. Nó được tìm thấy ở châu Âu và ở khu vực xung quanh Kavkaz.

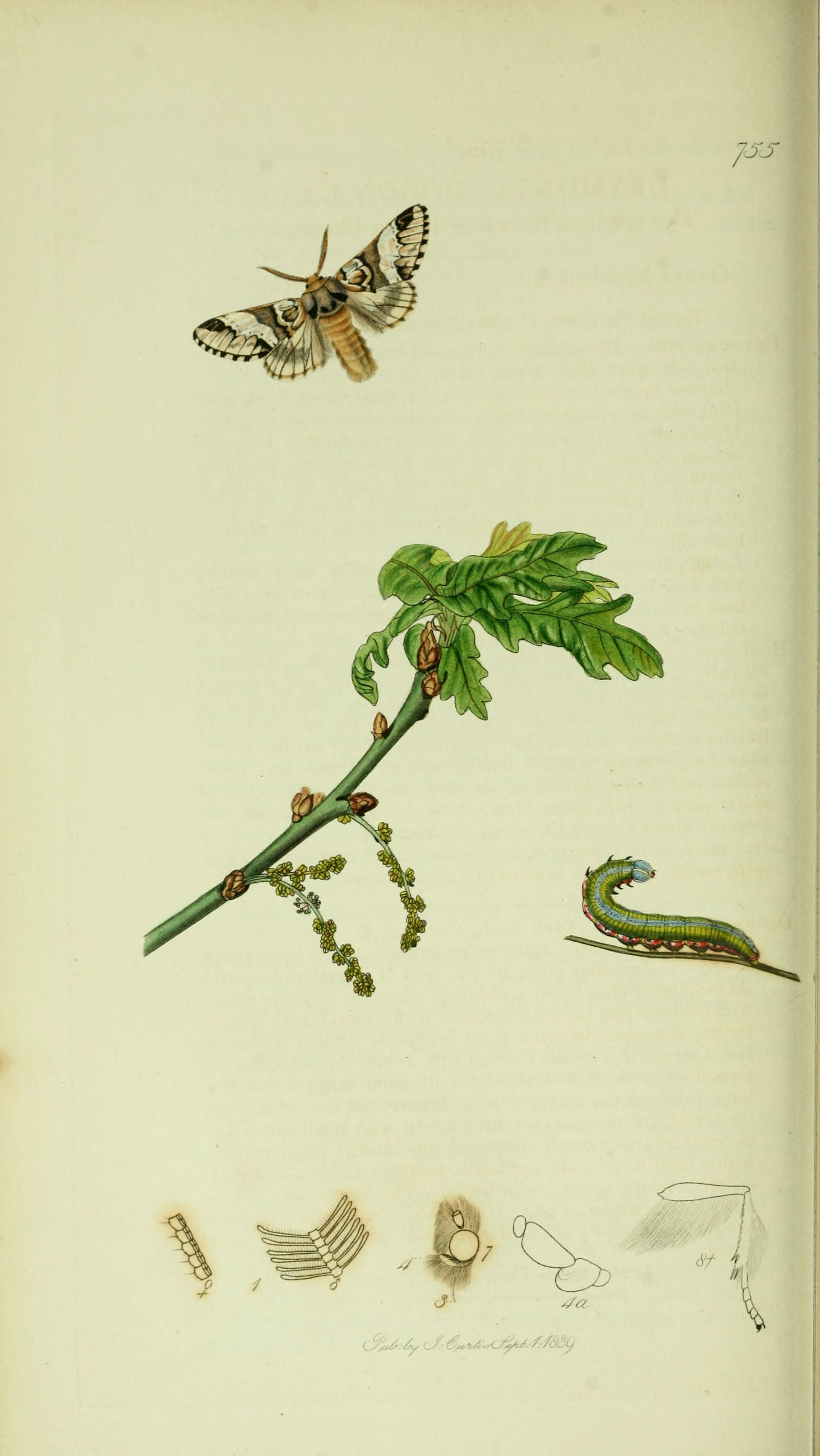
Hình minh họa của John Curtis's British Entomology Volume 5

Sải cánh dài 33–38 mm. Con trưởng thành bay từ tháng 5 đến tháng 7 tùy theo địa điểm.
Ấu trùng ăn nhiều loài cây rụng lá, primarily sồi.

## Hình ảnh

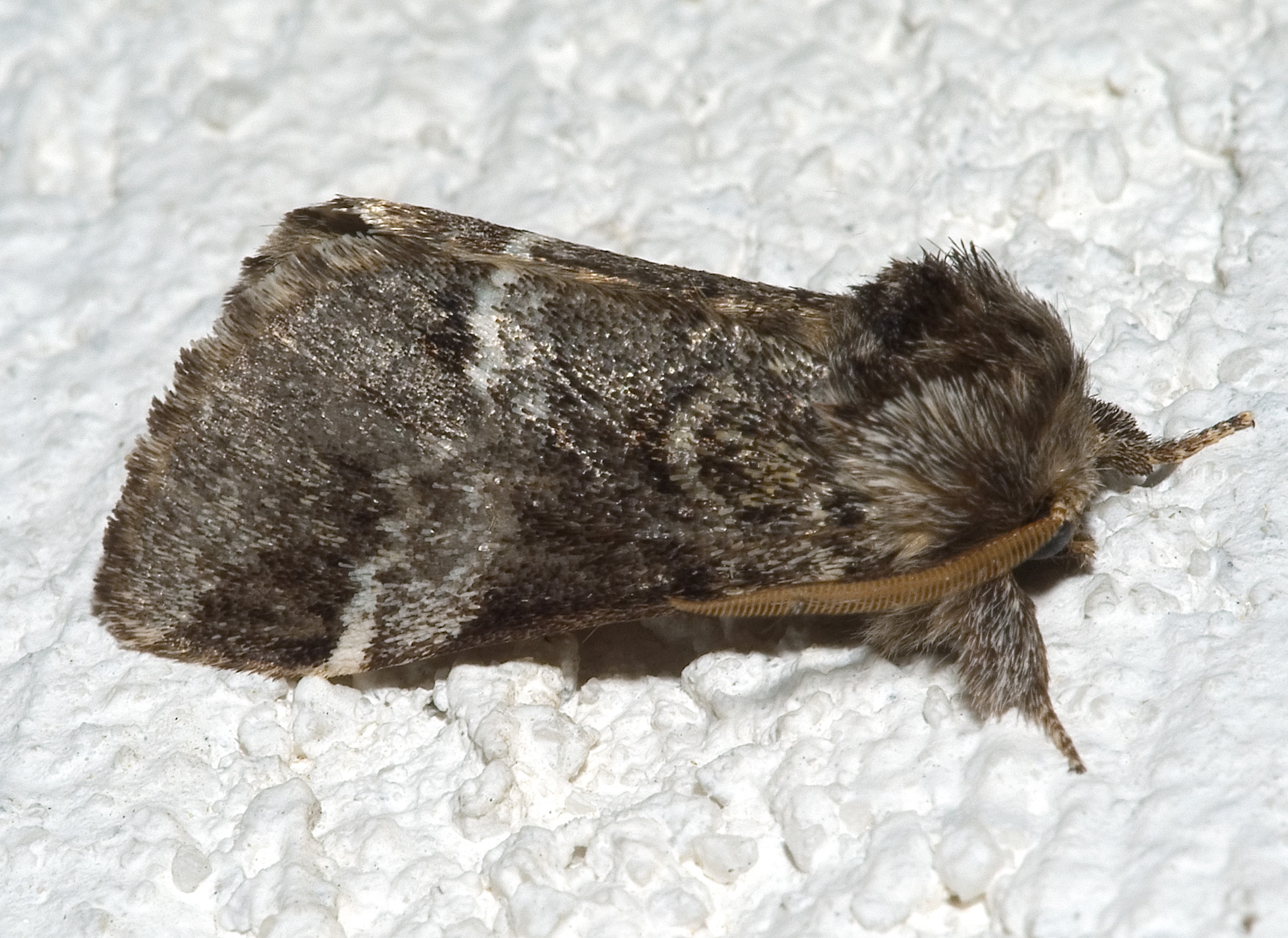
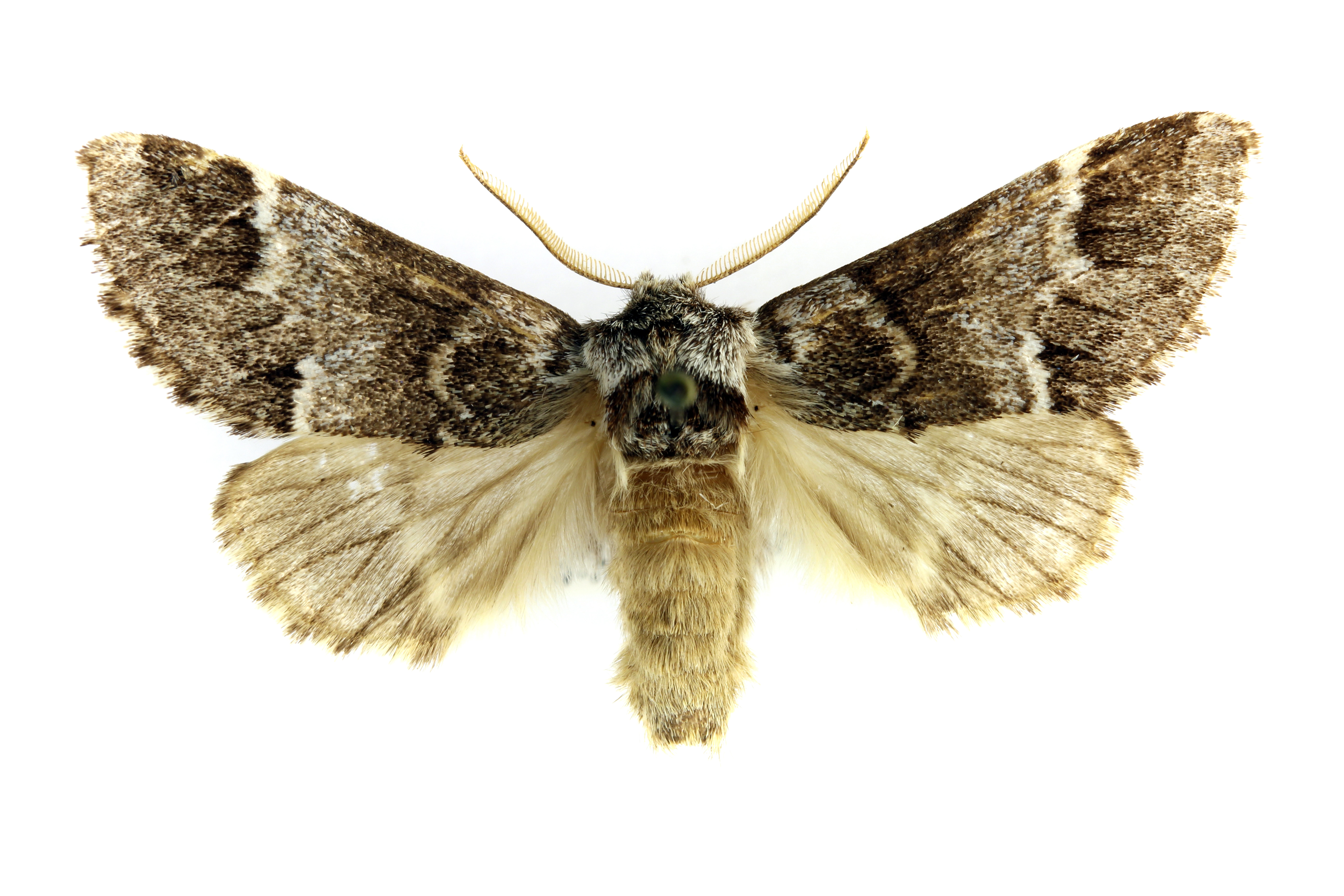
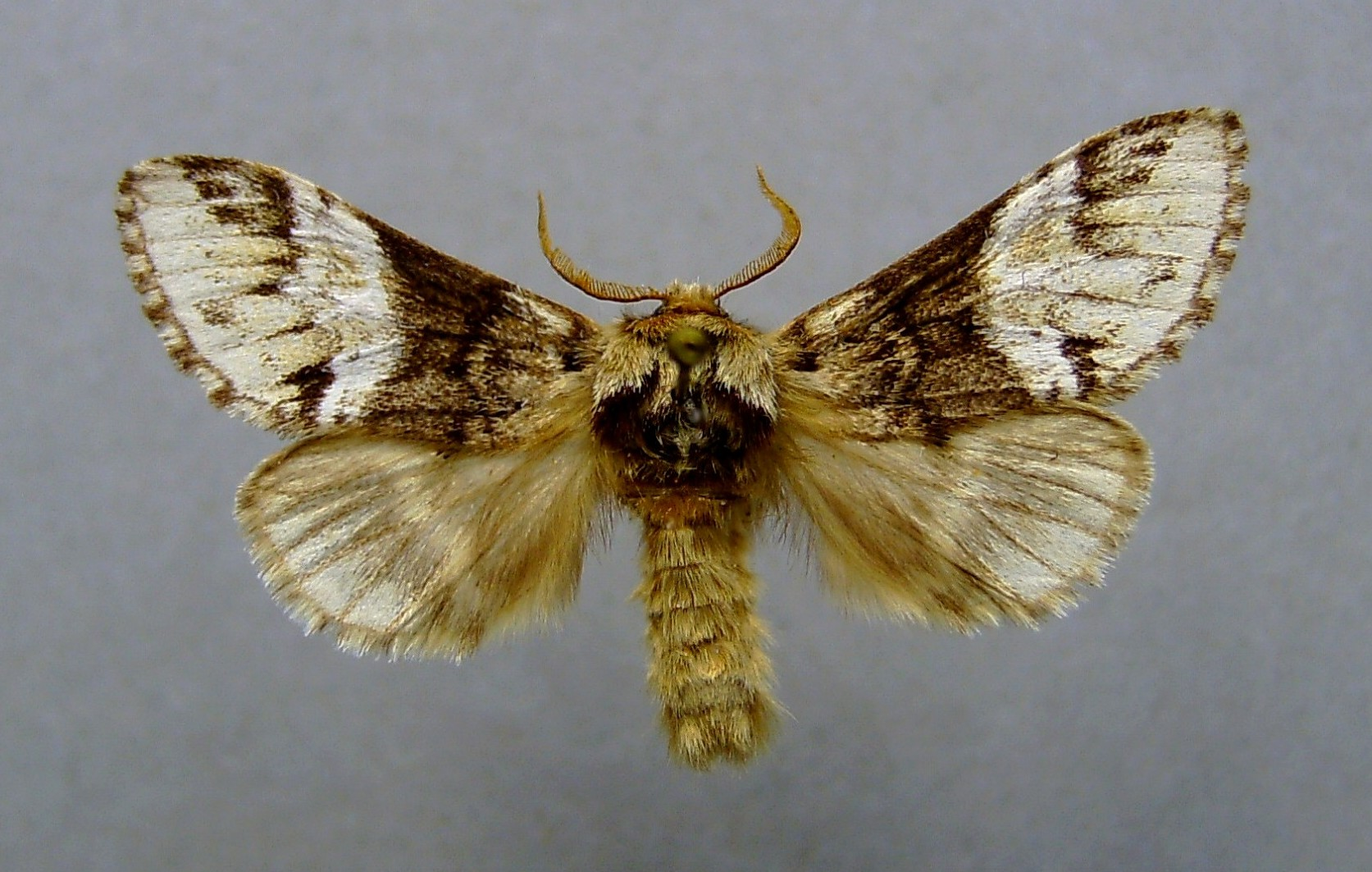
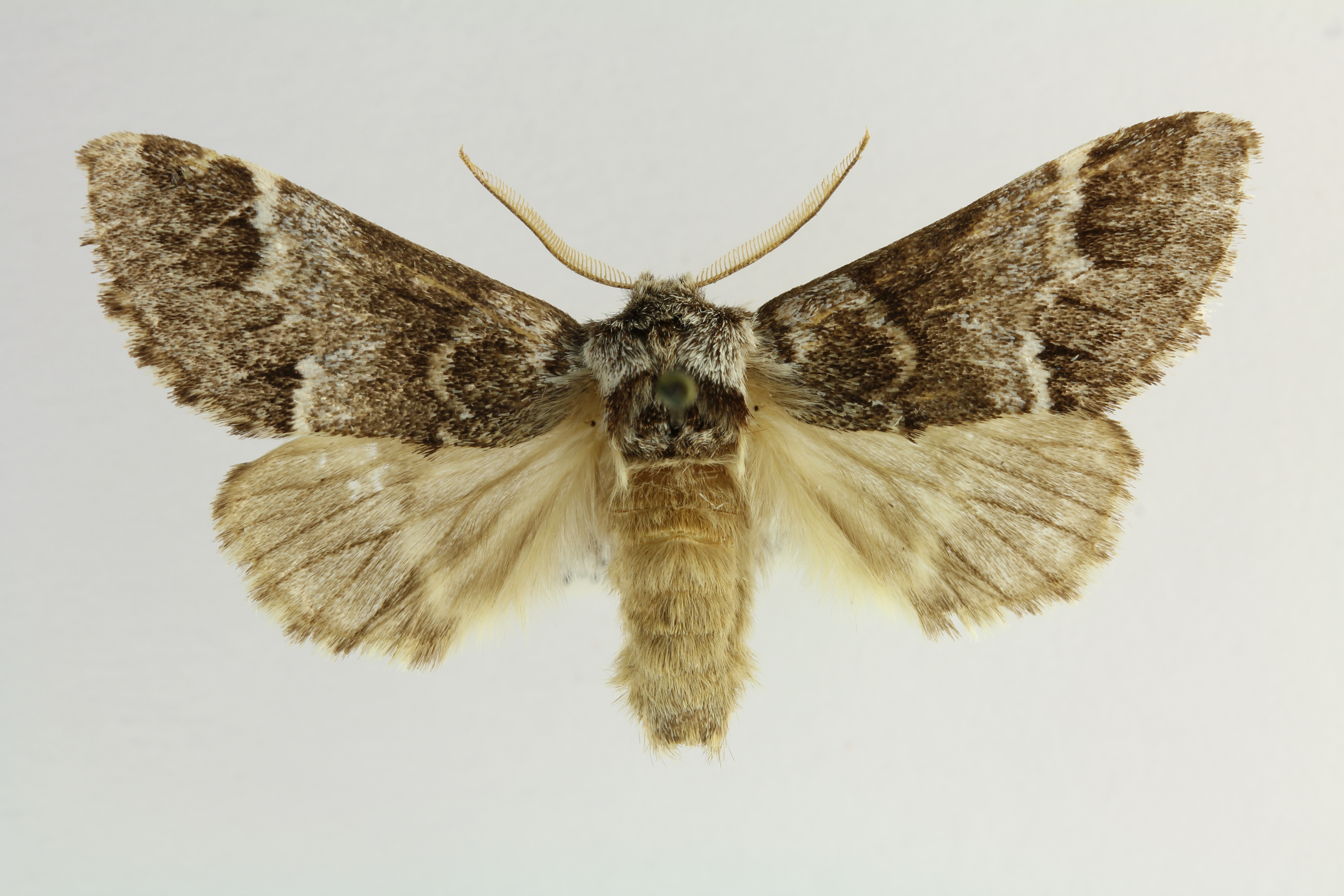